# Вскрытие (фильм, 2010)
«Вскрытие» (исп. Post Mortem) — чилийский фильм режиссёра Пабло Ларраина. Действие фильм происходит во время военного переворота в 1973 году, когда был свергнут президент Сальвадор Альенде. Премьера фильма состоялась на 67-м Венецианском кинофестивале.

## Сюжет
Марио работает ассистентом патологоанатома и записывает его комментарии во время вскрытий. Незадолго до военного переворота он заводит роман с танцовщицей Нэнси, живущей по соседству со своим братом и отцом, который является сторонником режима Альенде. Утром 11 сентября их дом обыскивают, а брата с отцом арестовывают. Марио пытается найти пропавшую Нэнси, в то время как военные хотят скрыть причину смерти людей, попадающих в морг.

## В ролях
- Альфредо Кастро — Марио Корнехо
- Антония Сехерс — Нэнси Пуэльма
- Хайме Вадель — доктор Кастильо
- Ампаро Ногера — Сандра
- Марсело Алонсо
- Марсиаль Тагле
- Сантьяго Граффинья
- Эрнесто Мальбран

## Восприятие
Фильм получил преимущественно положительные отзывы критиков. На сайте Rotten Tomatoes фильм имеет рейтинг 84 % на основе 31 рецензий со средним баллом 7 из 10. На сайте Metacritic на основе 14 рецензий фильм получил оценку 72 из 100, что соответствует статусу «в основном положительные отзывы».